# Rhizanthella
Rhizanthella es un género de orquídeas de la subfamilia Orchidoideae dentro de la familia Orchidaceae. Tiene tres especies endémicas de  Australia. Es el único miembro de la subtribu Rhizanthellinae.
Estas orquídeas son raras y su situación se considera de vulnerables a  críticas, sobre todo debido a la pérdida de hábitat. Viven bajo tierra en simbiosis con hongos micorrizas. Estos  rizomas o tubérculos subterráneos son cortos y engrosados, sin raíces, que actúan como almacén de nutrientes para las orquídeas. Las hojas están ausentes.
Cuando la orquídea se prepara para florecer, la solitaria inflorescencia surge  a través de la superficie, debajo de la hojarasca, esta es terminal y racimosa. Da lugar a una agrupación de flores pequeñas, tubulares y hermafroditas. La cabeza fragante tiene alrededor de 5 cm de ancho y contiene numerosas y pequeñas flores.
La polinización es llevada a cabo por pequeñas moscas o insectos, incluso termitas o dípteros. El fruto es carnoso, una indehiscente drupa con alrededor de 250 diminutas semillas.
Su descubrimiento en 1928 causó tal entusiasmo entre los amantes de las orquídeas, que un modelo de cera estuvo de gira por toda Gran Bretaña. 

## Especies deRhizanthella
- Rhizanthella gardneri R.S.Rogers (1928) - especie tipo
- Rhizanthella omissa D.L.Jones & M.A.Clem. (2006)
- Rhizanthella slateri ( Rupp ) M.A.Clem. & P.J.Cribb (1984)
- Rhizantella johnstonii Dixon, K. W., & Christenhusz, M. J. (2018)